# ديمقراطية طائفية
الديمقراطيات الطائفية هي دول متعددة الفصائل حيث يتمتع الفصيل الحائز على السلطة الأكبر بحكومة ديمقراطية تتسم بالتمييز تجاه الفصيل الآخر.

## العراق اليوم الحاضر
العراق في اليوم الحاضر هو ديمقراطية طائفية حيث يسيطر الشيعة على غالبية الحكومة. ويرجع ذلك جزئيًا إلى أن الشيعة في العراق هم المجموعة الدينية المهيمنة وجزئيًا لأن العديد من السنة قاطعوا الانتخابات. على الرغم من انقسام الحكومة، يجب التذكر أن هناك سنة وأكراد منتخبين في السلطة.

## الفصل العنصري في جنوب أفريقيا
في ظل الأپارثايد (نظام الفصل العنصري)، كانت جنوب إفريقيا ديمقراطية طائفية أطلق عليها البعض «ديمقراطية البيض فقط». يتمتع البيض الجنوب أفريقيون بالحق في التصويت والمشاركة في العملية السياسية بينما كان السود الجنوب أفريقيون مضطهدين. أدت نهاية الفصل العنصري إلى قيام حكومة شبيهة بالتوافقية تسمح بتقاسم السلطة بين السود والبيض في جنوب إفريقيا.

## إيرلندا الشمالية
تركزت السلطة السياسية في أيدي الوحدويين الپروتستانت، مما أدى إلى العنف الطائفي حتى إنشاء حكومة توافقية سمحت بتقاسم السلطة بين الاتحاد الپروتستانتي والقوميين الكاثوليك.[بحاجة لمصدر]